# روبرت جاي لانغ
روبرت جاي لانغ (بالإنجليزية: Robert J. Lang)‏ هو فيزيائي ورياضياتي أمريكي، ولد في 4 مايو 1961 في أوهايو في الولايات المتحدة.

## وصلات خارجية
- الموقع الرسمي